# Helmut Friebe
Helmut Friebe (* 4. November 1894 in Droschkau, Kreis Namslau; † 14. Januar 1970 in Friedrichshafen) war ein deutscher Offizier, zuletzt Generalleutnant im Zweiten Weltkrieg.

## Leben
Friebe diente als Offizier im Ersten Weltkrieg. Nach Ende des Krieges übernahm ihn die Reichswehr und er wurde in verschiedenen Einheiten eingesetzt. Er führte im Zweiten Weltkrieg als Kommandeur unter anderem die 125. Infanterie-Division und die 22. Infanterie-Division. In den letzten Kriegsmonaten wurde Friebe mit der Führung vom Generalkommando des LXIV. Armeekorps der 19. Armee beauftragt.
Sein jüngerer Bruder war der Generalmajor Werner Friebe.
Friebe trat als Gutachter im Remer-Prozess auf. Sein Zeugnis galt als besonders bedeutsam, weil er als ehemaliger Wehrmacht-General den Verschwörern des 20. Juli bescheinigte, keine Verräter gewesen zu sein, sondern gegen einen Unrechtsstaat Widerstand geleistet zu haben.

## Auszeichnungen
- Eisernes Kreuz (1914) II. und I. Klasse
- Verwundetenabzeichen (1918) in Silber
- Spange zum Eisernen Kreuz II. und I. Klasse
- Deutsches Kreuz in Gold am 16. Januar 1942
- Ritterkreuz des Eisernen Kreuzes am 13. August 1941[3]